# Julià Reig Ribó
Julià Reig Ribó, né le 5 décembre 1911 à Sant Julià de Lòria (Andorre) et mort le 2 janvier 1996, est un entrepreneur et homme d’État andorran, syndic général de 1960 à 1966 et de 1972 et 1978.
Au cours de ses mandats, la Principauté d'Andorre a connu d'importantes transformations, avec une croissance de la population passant de 8 000 à plus de 30 000 habitants, ainsi qu'un fort développement économique. Il participe au développement des fonctions du syndic général en amont de la réforme institutionnelle andorrane.

## Biographie

### Origines et activités professionnelles
Julià Reig Ribó naît à Sant Julià de Lòria, paroisse du Sud de la principauté d'Andorre, le 5 décembre 1911. Aîné d'une famille aisée andorrane, son père est le fondateur de la Fabrica Reig, une fabrique de tabac. Il appartient à une génération d'Andorrans ayant participé à la crise de 1933 et fait ses études à Barcelone
Il étend les activités de sa famille et créé en 1956 la Banca Reig. Dans les années 1970, l'entreprise familiale détiendrait plus de 50% du marché du tabac andorran.

### Politique
Julià Reig Ribó est le premier membre de sa famille à disposer des droits politiques et à occuper des mandats en Andorre. Il est conseiller de Sant Julià de Lòria de 1946 à 1949 et forme un tandem politique avec son frère Serafi Reig Ribó élu à partir de 1950 à Encamp.
Au cours des années 1960 et 1970, Julià Reig Ribó représente un courant important de la vie politique avec quatre élections à la syndicature en 1960, 1963, 1972 et 1975. Alors que les partis sont illégaux en Andorre, il représente un véritable « Parti Reig » selon l'expression de l'un de ses opposants, Jaume Bartumeu Cassany. Il s'agit d'un courant conservateur qui s'inscrit dans une volonté d'émancipation face aux coprinces notamment au travers de l'affirmation du syndic comme dirigeant politique andorran.
Il succède à Francesc Cairat Freixes, syndic de 1937 à 1960 en rassemblant une coalition symbolisant la nouvelle génération d'élus, postérieure à la seconde guerre mondiale. Au cours de son mandat, il oriente l'économie andorrane vers le tourisme et en particulier vers les sports d'hiver. Entre 1962 et 1969, le nombre d'entrées touristiques passe de 1,4 million à 2,3 millions. Aux élections de 1965, les résultats sont favorables à un renouvellement générationnel qui diminue la majorité de Julià Reig,. Après deux mandats, il ne peut pas se représenter aux élections de 1966 au poste de syndic et le successeur du camp Reig, Aristot Marquet perd face à Francesc Escudé Ferrero par 17 voix contre 6.
Aux élections de la syndicature de décembre 1972, il obtient 21 voix avec seulement trois abstentions et les élections générales de 1973 voient une importante victoire du camp Reig. En 1975, les élections lui sont plus défavorables avec l'élection des candidatures conservatrices de justesse. Sa majorité est de 14 élus sur 24 à l'issue du scrutin. A l'issue des élections de 1977, la majorité de Julia Reig est de 13 membres du 24. Après deux mandats consécutifs, Julià Reig ne peut plus se représenter aux élections de 1978, il est remplacé par Estanisla Sangra Font, un candidat modéré.